# بروخين
بروخين (بالعبرية: ברוכין‏)  مستوطنة مجتمعية إسرائيلية سكنية أقيمت عام 1998 على أراضي بلدتي كفر الديك وبروقين غرب محافظة سلفيت، وتتبع إداريًا المجلس الإقليمي الاستيطاني في الشمرون، تبلغ مساحتها حوالي 177 دونما؛ فيما بلغ عدد سكانها عام 2016 حوالي 808 مستوطن.

## التأسيس
تأسست المستوطنة عام 1998 على أراض فلسطينية، وعام 2000 ذكر «تقرير ساسون» أنه تم إنفاق مبلغ 785,000 دولار على البنية التحتية والمباني العامة في بروخين، وتم تجميد البناء في المستوطنة في عام 2012 بأمر من المحكمة العليا للاحتلال، إلا أنه لاحقا في عام 2012، شرعن الاحتلال البؤرة الاستيطانية غير القانونية بتفويض رسمي. عام 2015، تم إنتاج أغنية غناها مستوطنو المستوطنة، بعنوان «تعال وانضم».

## الجانب القانوني
يعتبر المجتمع الدولي المستوطنات الإسرائيلية في الضفة الغربية غير قانونية بموجب القانون الدولي، لكن الحكومة الإسرائيلية تعارض ذلك.

## اعتداءات مستوطنو بروخين
- في 23 يناير 2020، قطع مستوطنو بروخين 15 شجرة زيتون معمرة في بلدة كفر الديك.[8]